# (1645) Waterfield
(1645) Waterfield est un astéroïde de la ceinture principale découvert le 24 juillet 1933 par l'astronome allemand Karl Wilhelm Reinmuth. Le lieu de découverte est Heidelberg (024). Sa désignation provisoire était 1933 OJ.
Sa distance minimale d'intersection de l'orbite terrestre est de 1,721440 ua.